# Hameau de la Manière
Le hameau de la Manière est un hameau situé sur le territoire de la commune française de Puisserguier, dans le département de l'Hérault en région Occitanie.
Situé à l'ouest de la région naturelle du Biterrois, sur un plateau principalement couvert de vignes et de garrigues, il connaît un développement modeste mais manifeste au cours des dernières décennies du XXe siècle à la suite de la construction de nombreuses maisons individuelles de type villa. Relativement isolé et dépourvu de tout commerce, le hameau se trouve dans l'aire d'appellation viticole de Saint-Chinian.

## Géographie

### Localisation

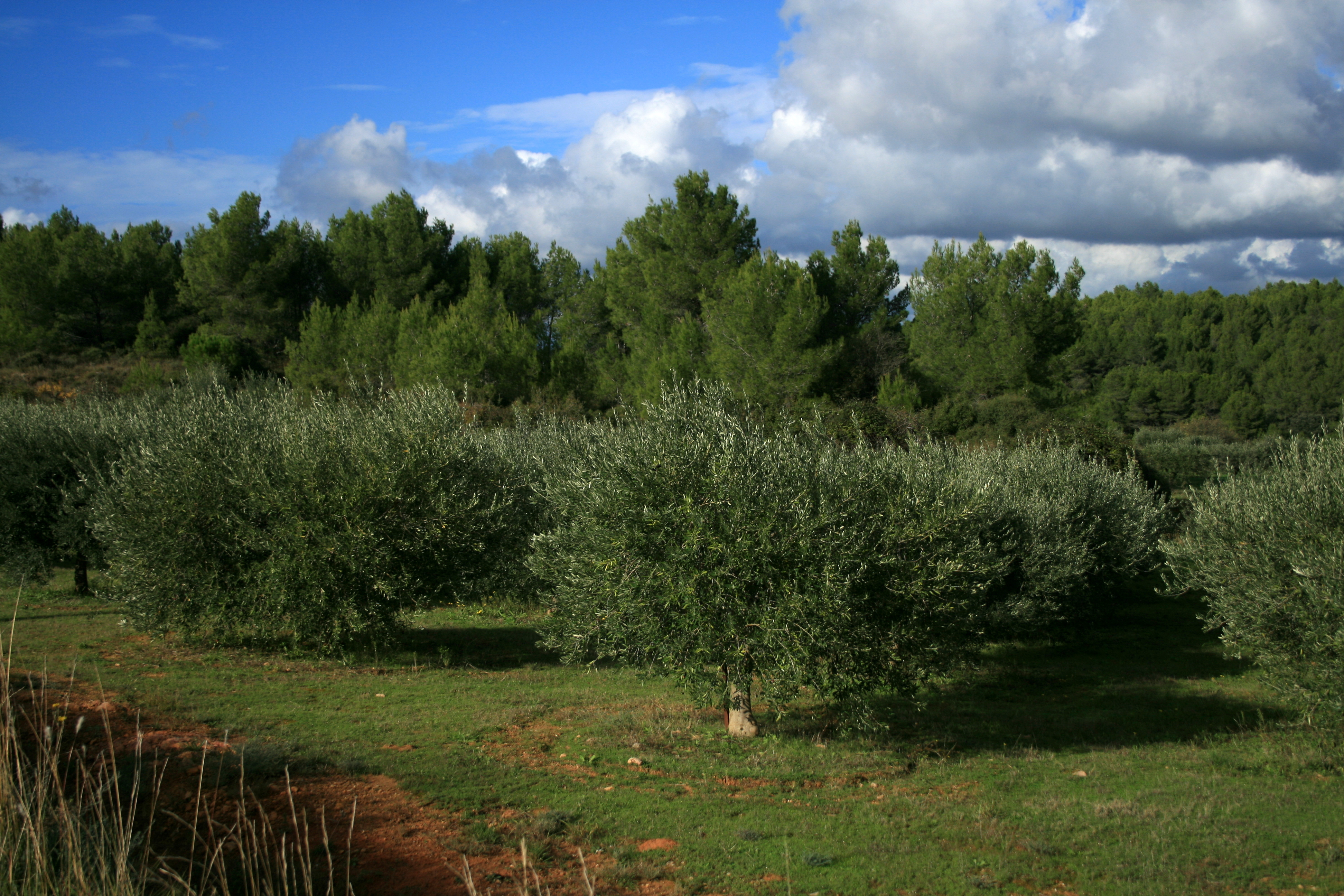
Une oliveraie au bord de la route menant au hameau.

Situé sur un plateau calcaire de la région naturelle du Biterrois, le hameau de la Manière se trouve à environ 4 km au nord-ouest de la commune de Puisserguier, dans le département français de l'Hérault. Établi en limite administrative de la commune voisine de Cébazan, à 18 km à l'ouest de Béziers, le hameau se trouve à proximité des bourgs de Cébazan, 3 km à l'ouest, Cazedarnes, 4 km au nord et Creissan, 2 km au sud, tous trois en dehors du plateau sur lequel est construit le lieu-dit.

### Climat
Le hameau de la Manière possède un climat méditerranéen (climat Csa à Csb selon la classification de Köppen), marqué par des étés secs et chauds. Le déficit hydrique s'étend du 15 mai au 15 août environ ; les périodes de pluie se retrouvent au printemps et surtout à l'automne. Le nombre de jours de pluie, liée pour partie au marin, vent de secteur sud-est, est relativement faible (environ 80 jours par an). La température moyenne annuelle s'établit aux environs de 15 °C.

La station météorologique, ouverte le 1er juillet 1977 et fermée le 31 juillet 2014, était située sur le territoire de la commune voisine de Cazouls-lès-Béziers, au lieu-dit les trois angles, à 97 m d'altitude.
| Mois                              | jan. | fév. | mars | avril | mai  | juin | jui. | août | sep. | oct.  | nov. | déc. | année |
| --------------------------------- | ---- | ---- | ---- | ----- | ---- | ---- | ---- | ---- | ---- | ----- | ---- | ---- | ----- |
| Température minimale moyenne (°C) | 3,3  | 3,3  | 5,7  | 7     | 11,6 | 14,8 | 17,2 | 17   | 14   | 11,2  | 6,7  | 3,9  | 9,7   |
| Température moyenne (°C)          | 7,4  | 7,9  | 10,7 | 12,9  | 16,9 | 20,7 | 23,5 | 23,1 | 19,7 | 15,8  | 10,8 | 8    | 14,8  |
| Température maximale moyenne (°C) | 11,6 | 12,6 | 15,7 | 18    | 22,2 | 26,6 | 29,8 | 29,3 | 25,4 | 20,4  | 14,9 | 12   | 19,9  |
| Record de froid (°C)              | −15  | −9,2 | −7,6 | −1    | 2,8  | 6,5  | 9    | 8    | 5,2  | −2,7  | −7   | −9,3 | −15   |
| Record de chaleur (°C)            | 21,8 | 23   | 29,5 | 31    | 37,3 | 38,7 | 41   | 40,2 | 36,4 | 33,5  | 24,2 | 23,5 | 41    |
| Précipitations (mm)               | 60   | 70,5 | 42,3 | 58,3  | 48,5 | 35   | 22,7 | 41,1 | 71,8 | 100,6 | 78,4 | 62,5 | 691,7 |

### Géologie

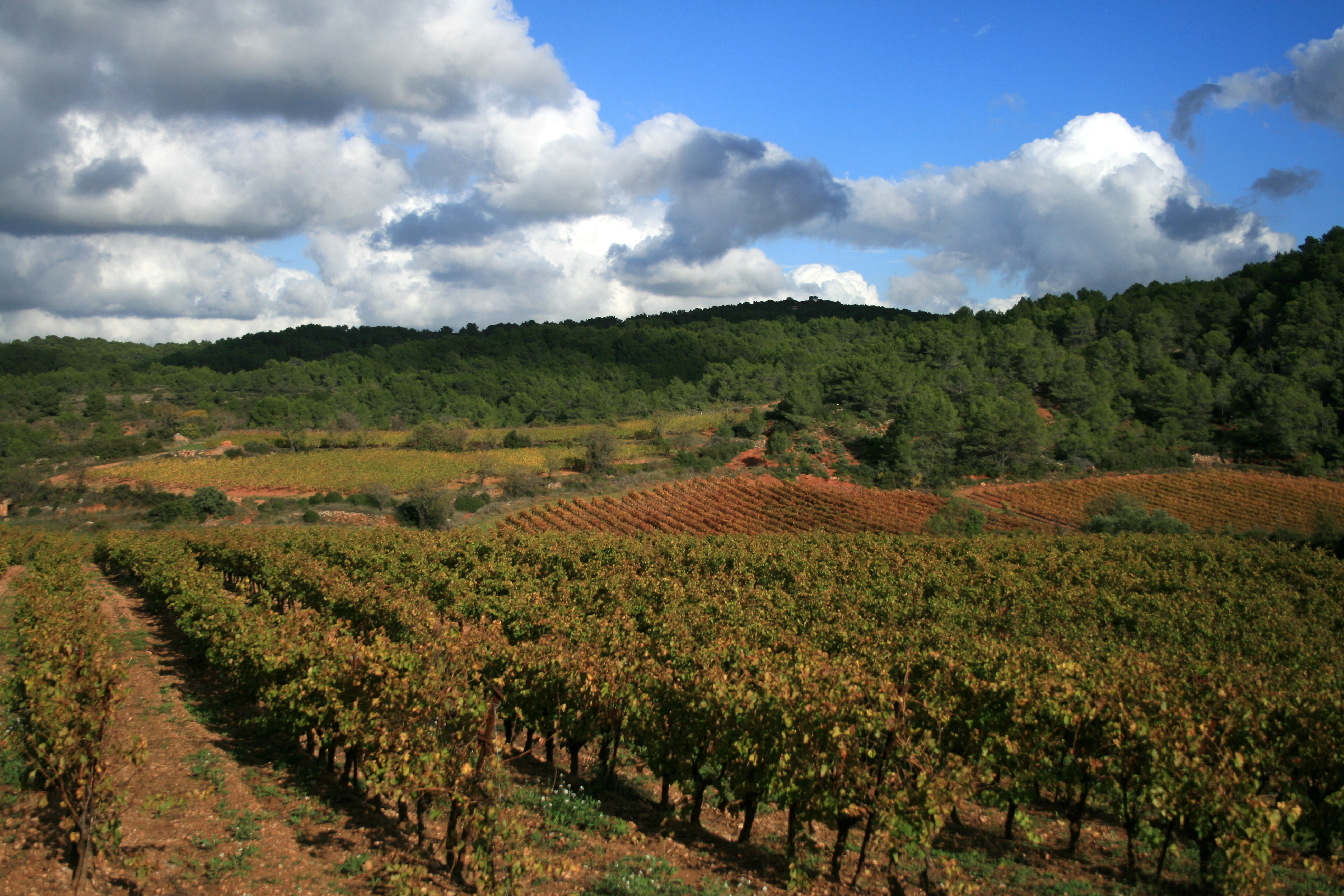
Vignes au bord de la route menant au hameau.

Le sous-sol du hameau est constitué de formations plissées calcaires et de marnes, au sein de la structure géologique de « l'arc de Saint-Chinian »,.

### Topographie
Le hameau se trouve sur un plateau calcaire et rocailleux couvert de garrigues, de pins d'Alep et planté de vignes, culminant à 208 mètres d'altitude au lieu-dit Les Trois-Tables (43° 24′ 15″ N, 3° 01′ 48″ E). Le hameau lui-même se trouve au sud-ouest du plateau, à une altitude comprise entre 140 et 160 mètres ; au centre, l'altitude est de 155 mètres.

### Hydrographie
Le plateau est traversé par plusieurs ruisseaux qui forment des fossés (en occitan : valat), débordant lors des pluies automnales (ruisseaux de Pech Rascas, des Galosses, des Bordes, de Fichoux, de la Baume, etc.). Ceux s'écoulant en direction du sud se déversent dans le ruisseau de Fichoux, lui-même se jetant dans le Lirou, affluent de l'Orb, au pied du plateau. Le Lirou délimite d'ailleurs le versant sud du plateau entre les communes de Creissan et de Cébazan. Le cadastre de 1953 mentionne l'existence du ruisseau de la Manière, à l'est du hameau renommé ultérieurement ruisseau de Fichoux.
À quelques kilomètres à l'est, en contrebas de la route conduisant au hameau, se rencontre le gourg de Fichoux. Il s'agit d'un ensemble de trois trous d'eau (gourg signifiant gouffre en occitan). Situés au pied d'une crête rocheuse, le lieu est accessible par un petit escalier de 120 marches à flanc de paroi. L'escarpement et la couleur de la roche associés aux cascades que forme le ruisseau en dehors de la saison sèche en font la notoriété locale.

### Voies de communications

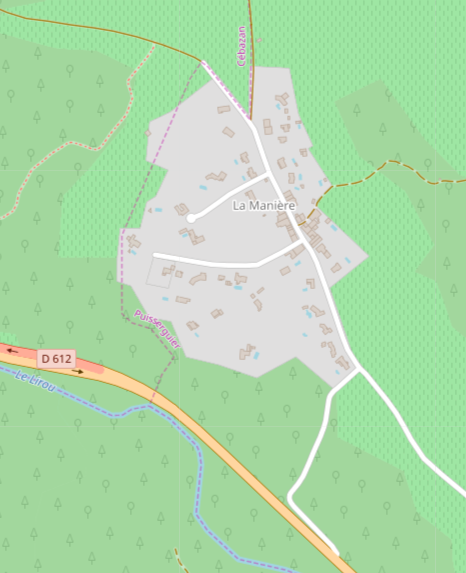
Plan du hameau.

Le hameau est desservi par la route départementale 37E3 qui parcourt le sud du plateau depuis un carrefour situé à l'embranchement de la routedépartementale 612 et de la route de Creissan, via le gourg de Fichoux. La RD 612 passe également en contrebas du hameau, une petite route pentue permettant de le rejoindre directement. Ancienne route nationale 112, la RD 612 est une voie structurante du réseau départemental reliant Béziers à Saint-Pons-de-Thomières, et au-delà, Albi à Montpellier via Agde. Cet axe connait ainsi un trafic soutenu, notamment de poids-lourds.
Quatre voies traversent le hameau : la traverse des magnans, voie principale, n'est autre que le prolongement de la RD 37E3, qui s'achève en chemins non revêtus dès la sortie du lieu-dit ; les chemins des garennes, des oliviers et des lavandes, tous trois en impasse et desservant uniquement des habitations.
Deux chemins et un sentier quittent le hameau : la traverse des magnans se scinde en deux chemins non revêtus, l'un vers l'ouest en direction de Cébazan, l'autre vers le nord, dit chemin de Saint-Bauléry. Quant au sentier, il s'agit du chemin des lavandes qui traverse la garrigue en direction de l'est.

## Histoire
La modestie du lieu ne permet pas de connaître précisément son histoire. Dès le début du XVIIIe siècle est néanmoins mentionnée la « métairie de La Moinère », alors prise en affermage par Françoise de Guibal, fille de l'ancien bailli de Ginestas et descendante d'une famille de robe de Béziers.
La carte de Cassini, réalisée au début des années 1770, ne fait pas mention du hameau ou de la métairie mais montre que la route de Castres à Béziers emprunte le tracé actuel de la petite route départementale 37E3 : elle grimpe au plateau en suivant le cours du ruisseau de Fichoux, en léger amont de sa confluence avec le Lirou, et longe le bord sud du plateau jusqu'à Cébazan.
La « métairie de la Manière » réapparait sur le cadastre de 1809 où le lieu-dit n'est composé que d'un seul corps de bâtiments, au droit sud de l'actuel chemin des lavandes,.
Dès 1836 puis tout au long du XIXe siècle, le lieu-dit n'est plus désigné que sous le terme de hameau de la Manière ; aucune mention de ferme ou métairie n'étant plus faite, ce qui atteste de la relative importance du lieu et d'un habitat collectif,. Les cartes d'état-major du XIXe siècle mentionnent le lieu-dit (sous le nom de « La Mainière ») qui apparait composé de deux corps de bâtiments de part et d'autre de la route de Castres. Le lieu-dit aurait donc vu depuis 1809 de nouvelles constructions s'élever sur le côté opposé de la route.
On sait peu de choses de le développement « urbanistique » du hameau. Tout au plus qu'une citerne d'eau est construite au début du XXe siècle, ce qui n'empêche pas le lieu de ne voir la construction d'une conduite d'eau potable qu'en 1967 et l'eau courante mise en service qu'entre 1978 et 1982. Le hameau est raccordé au réseau électrique plus précocement, en 1941, par le biais de la régie municipale de la commune voisine de Cazouls-lès-Béziers qui continue d'en assurer la distribution.
L'actuelle route départementale 612, en contrebas du plateau le long du cours du Lirou, apparaît sur les cartes du début des années1950, l'ancienne voie n'étant plus représentée que comme un simple chemin départemental.
Le développement récent du hameau, avec la construction de nombreuses maisons individuelles de type villa, a considérablement étendu l'emprise foncière de celui-ci qui compte à la fin des années 2010 une cinquantaine de logements.
Le 7 septembre 2016, un important incendie se déclare sur les hauteurs de Cébazan, à proximité du hameau, mobilisant quelque 450 pompiers appuyés par 15 avions bombardiers d'eau dont quatre à sept Canadair et un dash. Attisé par le vent et la chaleur, l'incendie provoque l'évacuation préventive d'une partie du hameau et est maîtrisé après avoir brûlé une centaine d'hectares,,.

Cartes de la Manière
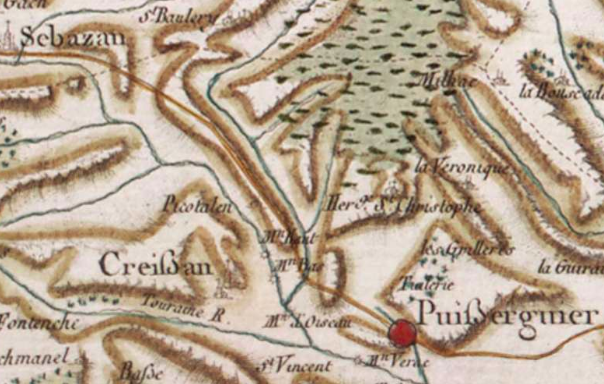
Carte de Cassini (XVIIIe siècle).
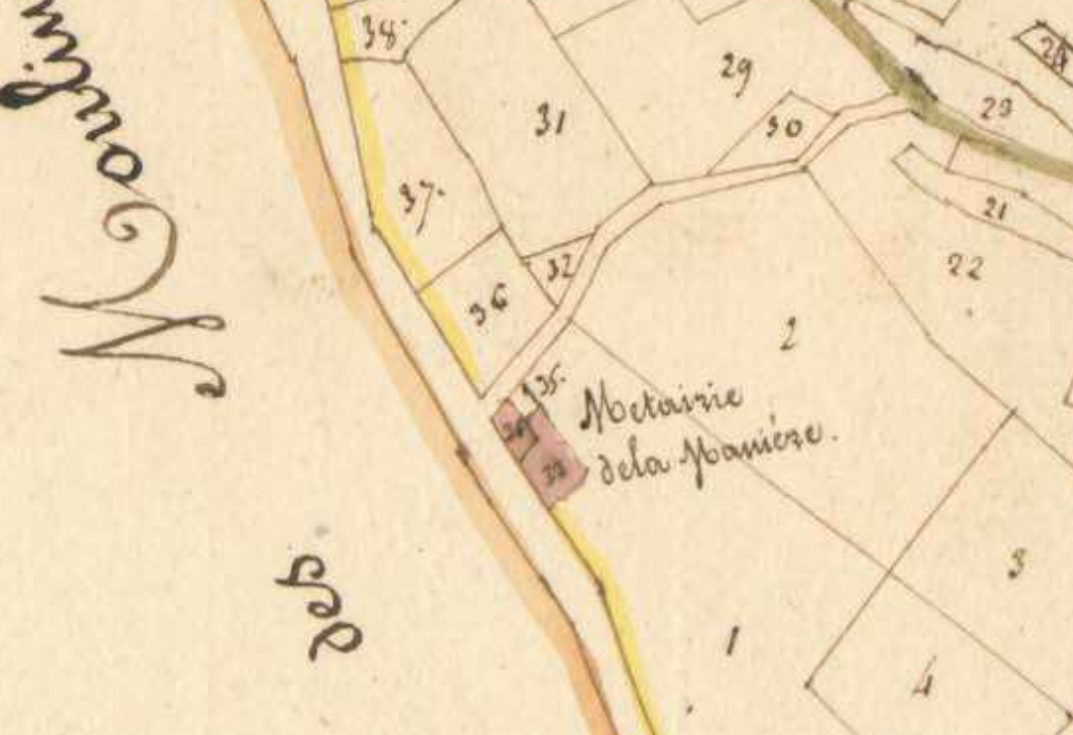
Vue cadastrale (1809).
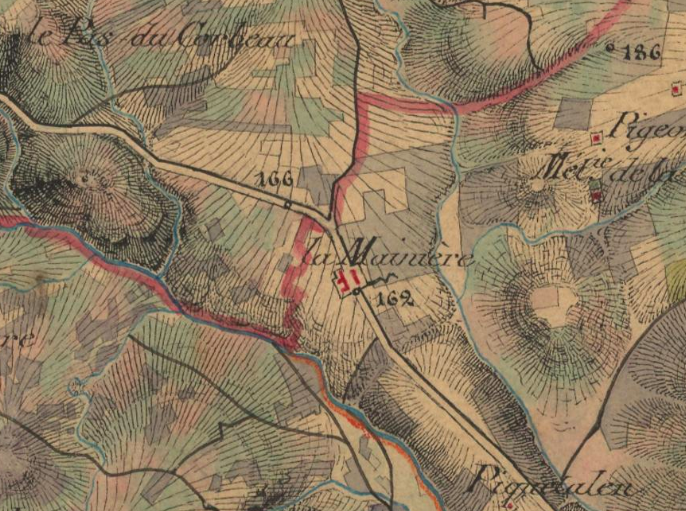
Carte de l'État-major (XIXe siècle).

## Toponymie
Le hameau est mentionné au début du XVIIIe siècle comme métairie de La Moinère tandis qu'au XIXe siècle apparaît sur les cartes d'État-major la Mainière, semble-t-il abusivement puisque la totalité des registres communaux de recensement de la période 1836-1936 renvoient au hameau de la Manière. Lors du recensement de 1881, le lieu est nommé hameau de la garrigue.
Le mot manière renvoie peut-être à l'activité séricicole, l'occitan languedocien connaissant le terme manhanièra signifiant magnanerie, lieu où l'on élève les vers à soie, le mot magnan signifiant « ver à soie » (voir en ce sens l'appellation de traverse des magnans).
Il pourrait également renvoyer à manh, « grand » en occitan, comme dans le toponyme Villemagne-l'Argentière. Cependant, la modestie historique du lieu et l'appellation de traverse des magnans semble favoriser la première hypothèse.

## Population et société

### Évolution démographique
Au cours de la première moitié du XIXe siècle, le hameau ne compte qu'un peu plus d'une vingtaine d'habitants. La population augmente légèrement à partir du milieu du siècle avant de stagner autour d'une quarantaine d'habitants pour ne retomber qu'à 28 en 1936, date du dernier recensement connu. La population se compose quasi-exclusivement d'agriculteurs (cultivateurs ou propriétaires), à l'exception par exemple d'un berger en 1841 ou encore d'un menuisier, fils d'une famille du hameau.
Avec la construction de nombreuses maisons individuelles de type villa à partir des dernières décennies du XXe siècle, le hameau de la Manière a vu sa population fortement augmenter : avec une cinquantaine de logements à la fin des années 2010, le hameau compte une centaine d'habitants.
| 1836 | 1841 | 1846 | 1851 | 1856 | 1861 | 1866 | 1872 | 1876 | 1881 |
| ---- | ---- | ---- | ---- | ---- | ---- | ---- | ---- | ---- | ---- |
| 22   | 25   | 24   | 30   | 35   | 46   | 45   | 38   | 27   | 48   |

| 1886 | 1891 | 1896 | 1901 | 1906 | 1911 | 1921 | 1926 | 1931 | 1936 |
| ---- | ---- | ---- | ---- | ---- | ---- | ---- | ---- | ---- | ---- |
| 43   | 37   | 40   | 36   | 32   | 38   | 47   | 42   | 39   | 28   |

## Administration et équipements publics

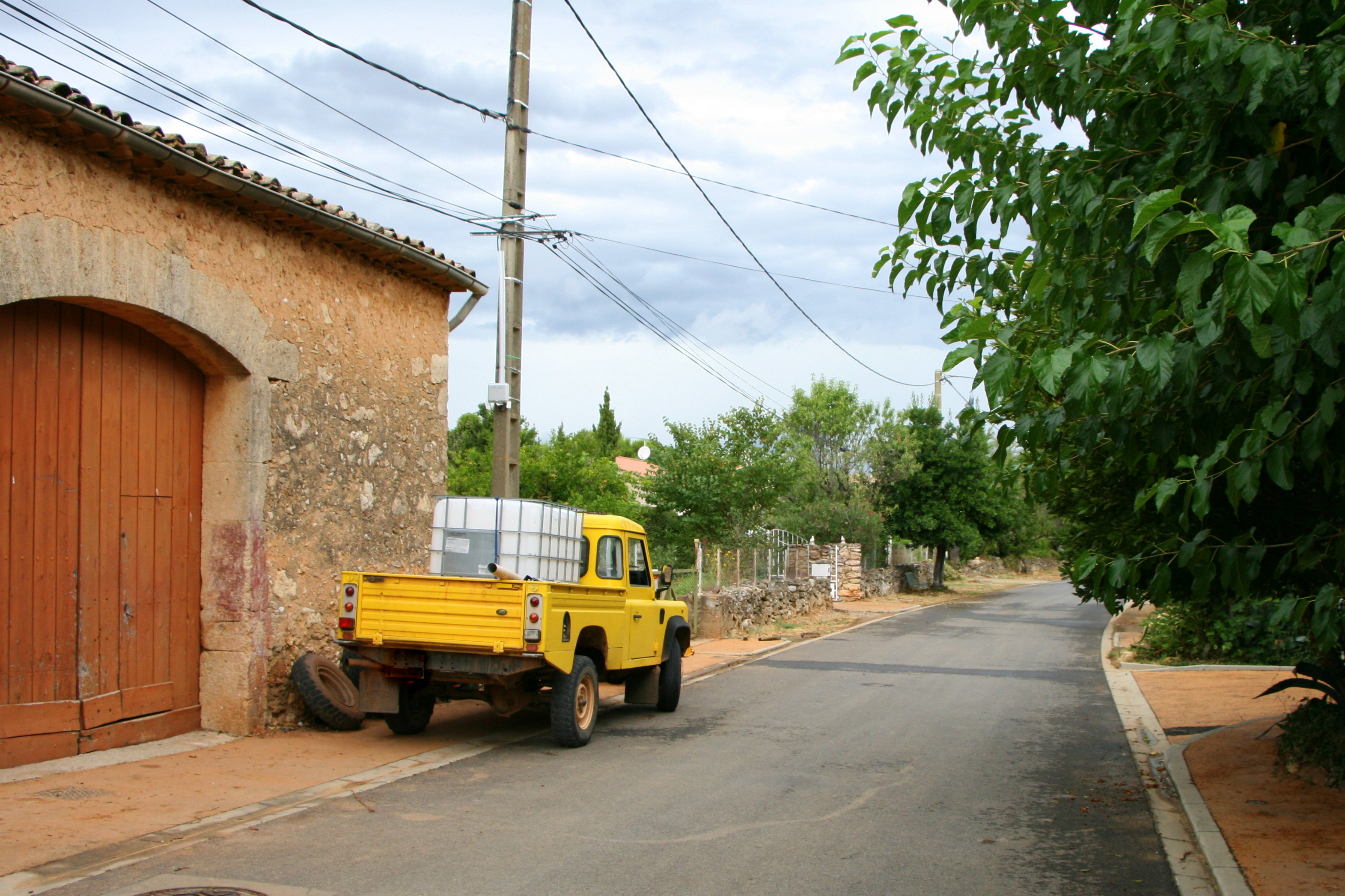
Vue de la traverse des magnans.

La localité appartient à la commune de Puisserguier et fait donc partie de l'arrondissement de Béziers, du canton de Saint-Pons-de-Thomières et de la communauté de communes Sud-Hérault.
Elle possède une boîte aux lettres relevée quotidiennement.
Le réseau électrique est géré et distribué par la régie municipale de Cazouls-lès-Béziers.

### Forage d'exploitation
Le village de Puisserguier était alimenté historiquement par la station de pompage de la Manière, située au nord du hameau à une altitude de 154 m et puisant l'eau potable à une profondeur de 133 m, suppléé ultérieurement par le forage de Fichoux. Ce captage, d'un débit de 600 m3 par jour, est progressivement abandonné compte tenu de sa trop faible importance et de sa pollution aux pesticides qui va en s'aggravant depuis 1996, abandon effectif en ce qui concerne le bourg de Puisserguier à compter de 2018, à la suite du raccordement du village au réseau des communes du syndicat intercommunal à vocation multiple d'Ensérune.

### Bassin de stockage anti-incendie
Un bassin de stockage d'eau, ouvrage de prévention et de lutte contre les feux de forêt, a été installé sur le territoire du hameau au niveau du chemin des oliviers à la suite des incendies de l'été 2016.

## Économie
Le hameau ne compte aucun commerce. L'activité économique repose sur le tourisme avec la location de logements durant l'été et la viticulture. En effet, le hameau, qui compte encore quelques vignes, est situé dans l'aire d'appellation Saint-Chinian et de nombreuses vignes couvrent les alentours.

## Culture locale et patrimoine
Il existe un petit musée automobile dans le hameau : le « musée-récit de la motocyclette Terrot ».
Créé par Joël Roure, ce « musée-récit » évoque principalement la marque de motocyclettes Terrot (avec 25 modèles anciens) mais possède également une collection de voitures de collection, le tout accompagné de reconstitutions de magasin de cycles, d'ateliers, etc. Le musée se visite gratuitement sur rendez-vous,.